# Constant d'Ancône
Pour les articles homonymes, voir Constant.
Saint Constant d'Ancône était sacristain de l'église Saint-Étienne d'Ancône au Ve siècle. Fête le 23 septembre.
Il est le saint patron des sacristains.
Il vivait modestement et, par sa foi « à transporter les montagnes », accomplissait des miracles.
Ses reliques sont vénérées à Venise.
Le pape saint Grégoire le Grand le considérait comme un saint et rapporte dans ses Dialogues  qu'un jour où il manquait d'huile pour ses lampes d'autel, il les remplit d'eau et que les mèches brûlèrent toute la journée comme si c'était de l'huile.